# Politikanalyse
Die Politikanalyse ist ein Ansatz der politikwissenschaftlichen Forschung und Lehre. Dieser zielt auf ein systematisches Politikverständnis und dessen Nutzung für praxisrelevante Untersuchungen von Politik. Politikanalyse dient häufig der Politikberatung.
Politik wird nach dem mehrdimensionalen Politikbegriff (politikanalytisches Dreieck) in die Teilbereiche Prozessuale Dimension (politische Prozesse, engl. „Politics“), Institutionelle Dimension (institutionelle Rahmenbedingungen, engl. „Polity“) und Normative, inhaltliche Dimension (politische Inhalte, engl. „Policy“) gegliedert. Werden diese Politikdimensionen als unabhängig, aber miteinander kombinierbar aufgefasst, entsteht das Konzept der mehrdimensionalen (modularisierten) Politikanalyse. Politikanalyse, die sich vor allem mit politischen Inhalten einzelner Politikfelder befasst, heißt Politikfeldanalyse. Spezielle Formen der Politikanalyse sind die Programmanalyse, die Implementionsanalyse und die Netzwerkanalyse.
Methodisch nutzt die Politikanalyse das gesamte Methodenspektrum der empirischen Sozialforschung von der qualitativen Fallstudie über den Fallvergleich und die (deskriptive wie schließende) Statistik bis zur Simulation (Planspiel/Computergestützte Simulation). In der Vergleichenden Politikanalyse werden politische Systeme, Handlungsherausforderungen und Prozesse vergleichend untersucht, wobei besonderes Gewicht auf die angemessene Modellierung des jeweiligen Gegenstands gelegt wird.   